# 兰加马蒂
兰加马蒂（Rangamati）是孟加拉国东南部吉大港山区的城镇，屬於蘭加馬蒂縣。傍戈尔诺普利河。有公路和内河轮船与吉大港相通。兰加马蒂既是碾米和棉织中心，也是农业市场。兰加马蒂又称湖城，是一个旅游的去处。位于戈尔洛浦利河的卡普泰水坝是孟加拉国唯一的水电项目，面积6116.13平方公里，人口508182（2001年），下分十个乡，属于亚热带季风性气候，湿热多雨